# 미인 (노래)
미인은 신중현과 엽전들의 노래이며, 아름다운 미인에 대해 감탄하며 호들갑 떠는 것을 노래하였다. 훗날 여러 후배 가수들에 의해 리메이크 된다.